# Chiclana de la Frontera
Chiclana de La Frontera é um município espanhol situado na província de Cádiz. Encravada a 20 quilômetros da capital da província. Se encontra na comarca da Baía de Cádiz. Sua extensão territorial é de 207 km² e sua população, no ano de 2006, era de 74261 habitantes, que conta com uma densidade demográfica de 339,8 hab/km². Do ponto de vista geográfico e cultural, pertence à Baixa Andalucía, concretamente à comarca de Los Puertos. É um importante centro turístico nacional e internacional da Costa da Luz.

## História
A origem de Chiclana se remonta ao período Paleolítico. Em frente ao litoral de Chiclana se encontra a Ilha de Sancti Petri, onde os fenícios construiram o Templo de Hércules Gaditano, sobre cujas ruínas se levantou posteriormente o Castelo de Sancti Petri.
A origem da atual população remonta ao ano de 1303 durante o reinado de Fernando IV. Em 15 de maio desse ano, o rei entregou as terras da então aldeia despovoada de Chiclana a Dom Alonso Pérez de Guzmán, fundador da Casa de Medina-Sidonia. A cidade se beneficiou do comércio africano e americano próximos a Cádiz.
Durante a guerra pela independência da Espanha, em 5 de março de 1811, teve lugar a Batalha de Chiclana, na qual as tropas anglo-espanholas venceram as francesas. 
É precisamente no século XIX quando a cidade alcança um grande aumento de população, concedendo-lhe o rei Afonso XII o título de cidade no ano de 1876.

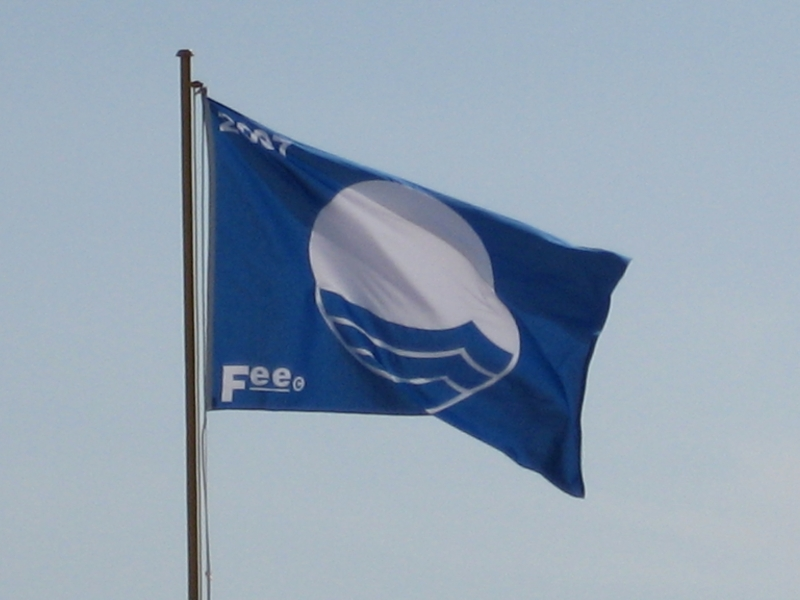
Bandeira Azul - 2007

No século XX a cidade se consolida como referência turística de primeira ordem. A praia da Barrosa obteve a Bandeira Azul - galardão que concede a União Europeia. A Junta de Andaluzia declarou Chiclana Município Turístico no ano de 2005, título que concede às principais cidades consolidadas no setor turístico.